# 和田透
和田透（わだ とおる、1950年1月29日 - ）は、日本の元ラグビー選手。

## プロフィール
- 北海道出身。
- 日本代表キャップは8。[1]
- 現役時代のポジションはフッカー(HO)、フランカー(FL)。

## 略歴
1968年、函館北高校卒業後、新日本製鐵に入社し、新日鉄釜石ラグビー部に加わり、新日鉄釜石の日本選手権初優勝と7連覇に貢献した。
現役引退後、新日鉄環境エンジニアリングの東北営業所長を務めていた。そして2012年9月23日に行われた新日鐵釜石OB vs 神戸製鋼OB「Ｖ７戦士チャリティマッチ」に出場した。